# Mazatèque de Mazatlán
Le mazatèque de Mazatlán est une langue mazatèque parlée à Mazatlán Villa de Flores dans l’État d’Oaxaca au Mexique.

## Écriture
| a | aa | b | ch | g | k | f | e | ee | i | ii | j | l | m | n | ñ | o | oo | p | r | s | t | ts | u | uu | x | y |